# 博爾赫拉德
博爾赫拉德（烏克蘭語：Болград，羅馬化：Bolhrad，發音：[boɫˈɦrɑd]），又按俄语和保加利亚语读音译为博爾格勒，是乌克兰西南部敖德薩州博爾赫拉德區博尔赫拉德市镇内的城市，为该区及该市镇的行政中心。該市位於亞爾普格湖東岸，距離州府敖德薩242公里。始建於1821年，面積11.7平方公里，海拔高度75米，2022年人口数量为14,818人。

## 友好城市
- 摩尔多瓦 科姆拉特（2014年9月13日）
- 保加利亚 卡斯皮昌（2014年9月20日）

## 当地名人
- 彼得·波罗申科（1965年—）：第5任烏克蘭總統、糖果商“如胜”创办人和亿万富豪。
- 馬克西姆·米爾霍羅德斯基（1979年—），呼號「邁克」（Майк），烏克蘭武裝部隊少將及烏克蘭空降突擊軍司令，曾參與烏克蘭東部反恐行動

## 图集

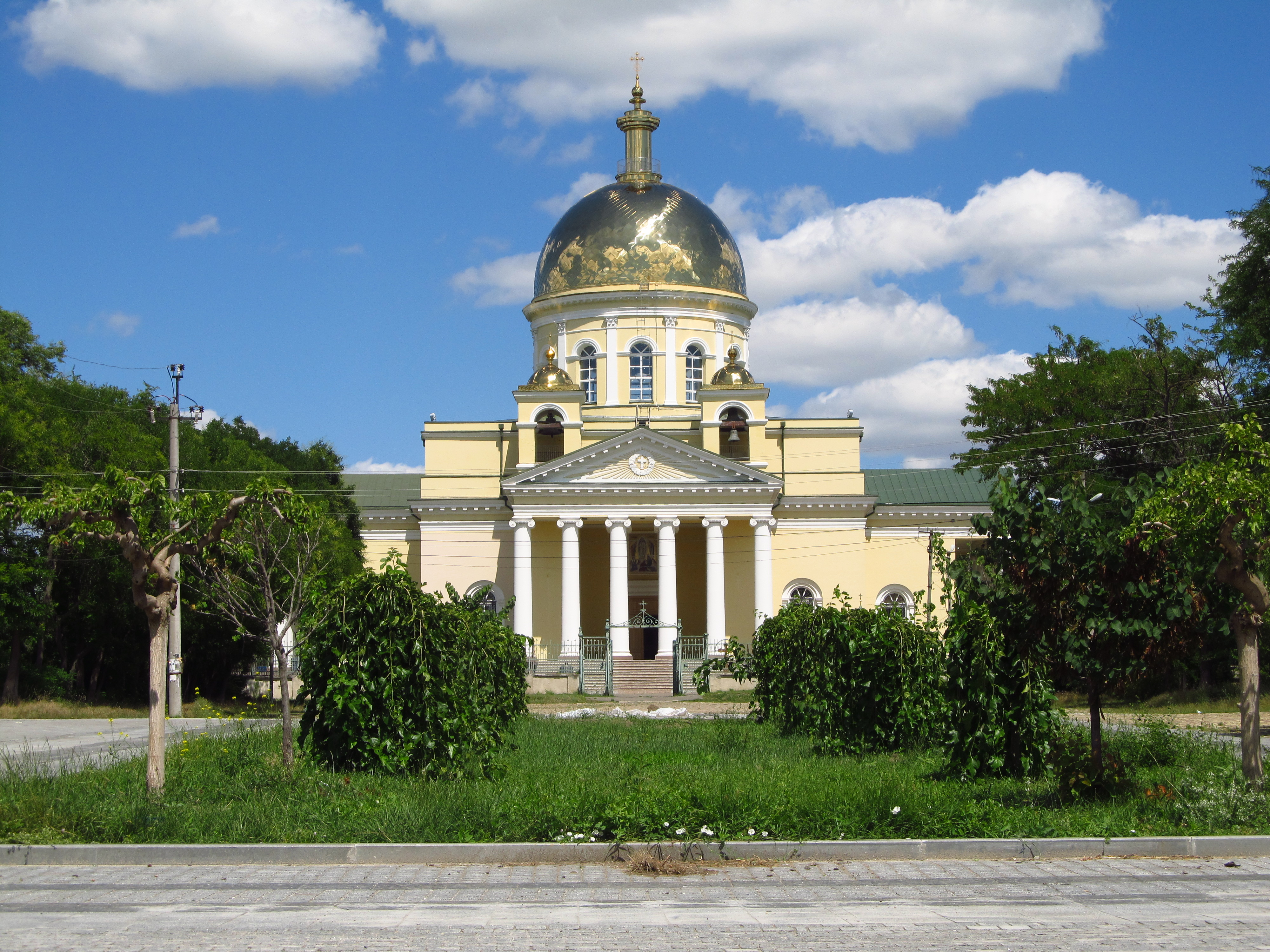

## 來源
1. ↑  周定国 (编). . . 中国对外翻译出版公司. NLC 003756704.[]
2. ↑  . 北京: 中国地图出版社. 2023. ISBN 9787520431699.
3. ↑  . 人民网. 2014-05-28  [2023-06-18]. （原始内容存档于2023-06-18）.
4. ↑   (PDF).   [2023-02-08]. （原始内容存档 (PDF)于2022-08-10）.